# Echiophis
Echiophis is een geslacht van straalvinnige vissen uit de familie van slangalen (Ophichthidae). Het geslacht is voor het eerst wetenschappelijk beschreven in 1856 door Johann Jakob Kaup.

## Soorten
- Echiophis brunneus (Castro-Aguirre & Suárez de los Cobos, 1983)
- Echiophis intertinctus (Richardson, 1848)
- Echiophis punctifer (Kaup, 1860)